# Hauptstrasse 190
Die Schweizer Hauptstrasse 190 (frz. Route principale 190) führt von Bulle im Kanton Freiburg nach Château-d’Oex im Kanton Waadt.
Die Hauptstrasse verbindet das Gebiet des Greyerzbezirks im Freiburger Alpenvorland mit dem Pays d’Enhaut in den Waadtländer und Freiburger Voralpen. Sie folgt mehrheitlich dem Lauf der Saane und steigt von der Gegend bei Greyerz bis nach Château-d’Oex von der Höhe von 700 m ü. M. bis auf 930 m. Ein grosser Teil der Strecke führt durch den Parc naturel régional Gruyère Pays-d’Enhaut.
Die Strecke hat den alten Bergweg abgelöst, der vom Greyerzer Unterland zum Sömmerungsgebiet in den Alpen führte und auch als Zugang zu den Alpenpässen Col des Mosses und Sanetsch diente. Der frühere Weg spielte in der Geschichte des Greyerzer Käses eine wichtige Rolle und wird heute als Via Le Gruyère und Via L’Etivaz touristisch vermarktet. Über die neue Hauptstrasse werden unter anderem auch die aktuellen motorisierten Viehtransporte zu den Alpgebieten abgewickelt.
Von 1937 bis 1970 war sie ein Teilabschnitt der nummerierten Hauptstrasse 77 (Fribourg – Le Sépey).

## Verlauf
In Bulle beginnt die Hauptstrasse 190 beim Strassenkreisel Pré-du-Chêne am südlichen Ende der im Jahr 2009 eröffneten Umfahrung Bulle (H 189 oder T 189), von wo auch die Hauptstrasse nach Jaun und weiter über den Jaunpass ausgeht (Hauptstrasse 189). Früher begannen die beiden Hauptstrassen nach Château-d’Oex und nach Jaun im Stadtzentrum von Bulle.
Von Bulle aus führt die Hauptstrasse 190 in südöstlicher Richtung über den Fluss Albeuve, durch die Ortschaft Epagny und auf der Ostseite um das Hügelgebiet des Städtchens Greyerz herum in das Saanetal. Nördlich von Enney erreicht sie das Gemeindegebiet von Bas-Intyamon. Sie folgt in südlicher Richtung der Saane flussaufwärts und wird vom Bahnhof Estavannens an von den Gleisen der Bahnstrecke Palézieux-Montbovon der TPF begleitet. Die Strasse liegt am linken Rand der Flussniederung und durchquert in der Gemeinde Bas-Intyamon die Ortschaften Enney und Villars-sous-Mont. Nördlich von Neirivue erreicht sie das Gemeindegebiet von Haut-Intyamon. In Albeuve überquert sie den Wildbach La Marive. Von der Bahnstation von Lessoc an liegt sie nahe am künstlich aufgestauten Lessocsee. Bei Montbovon überquert sie auf einer neuen Strassenbrücke den Gebirgsfluss Hongrin. Unmittelbar daneben befinden sich drei weitere Flussübergänge über den Hongrin: die alte Strassenbrücke, die Eisenbahnbrücke und der Fusssteg des alten Lessocweges.

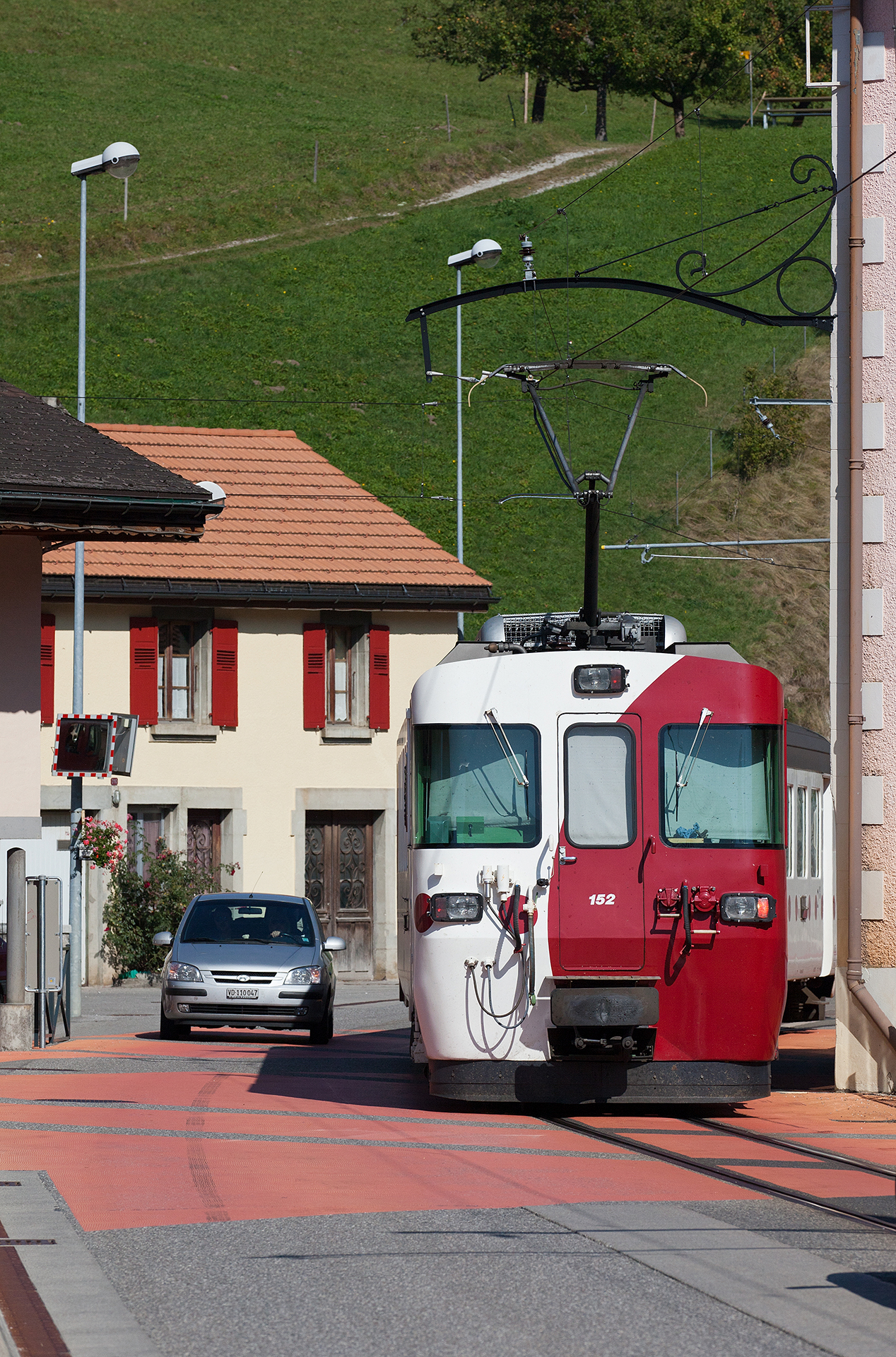
Zug der TPF auf der Hauptstrasse 190 in Montbovon

In Montbovon liegt der letzte Abschnitt der Bulle-Montbovon-Bahn als Strassenbahn auf der Verkehrsfläche der Hauptstrasse. Im Bahnhof Montbovon ist das Netz der TPF mit der Montreux-Berner Oberland-Bahn verbunden, welche die Hauptstrasse 190 hier mit einem Niveauübergang quert und der Strasse auf ihrem weiteren Verlauf folgt. In Montbovon zweigt die Hongrinstrasse von der Hauptstrasse 190 ab.
Zwei Kilometer südlich von Montbovon tritt die Hauptstrasse in das Gebirge ein. Sie verläuft durch die enge Schlucht Défilé de La Tine und macht hier, dem Flussbett folgend, eine weite, unregelmässige Kurve gegen Osten. Um 2005 hat der Kanton Waadt diesen früher ziemlich engen Strassenabschnitt am Fuss eines hohen Felsmassivs ausgebaut und verbreitert. In der Schlucht, wo Bahn und Strasse die Kantonsgrenze Freiburg-Waadt überschreiten, führt die Bahn durch den Tinetunnel unter der Strasse hindurch, die unmittelbar darauf die Saane auf einer im 19. Jahrhundert gebauten Brücke überquert. Im Talkessel von La Tine liegt die Strasse auf der rechten Seite des Flusses und die Bahn an der südlichen Bergflanke. Beim Bahnhof überspannt die sehr alte Steinbrücke Pont de La Tine mit einem doppelten Bogen die Saane; sie ist ein Relikt des älteren Fussweges in das Oberland, der historischen Vorgängerroute der Hauptstrasse 190 aus der Zeit, als die Schlucht von La Tine für den Verkehr noch nicht erschlossen war.
Vom Lessocsee bis nach Montbovon benützt der nationale Radwanderweg 4 (Alpenpanorama-Route) die Hauptstrasse 190 und vom See bis durch die Tineschlucht auch der Radwanderweg 9 (Seen-Route).
Bei der Schlucht westlich von Rossinière überquert die Bahn den Fluss direkt bei der Talsperre Rossinière auf einer hohen Brücke und folgt nördlich des Stausees Lac du Vernex wieder dem Strassenverlauf. In Rossinière führt die Hauptstrasse über den Wildbach Torrent de la Frasse; sie trägt hier den lokalen Namen Route du Pont. Bahn und Strasse passieren östlich der Ortschaft Rossinière die kurze Schlucht von La Chaudanne, wo die Strasse die Saane überspannt, während die Bahn zuerst die Strasse unterquert und danach einen Bergvorsprung in einem Tunnel durchquert. In der Chaudanne-Schlucht erreicht die Hauptstrasse das Gemeindegebiet von Château-d’Oex. Bei der Flussaue Les Ouges überquert sie den Wildbach Ruisseau de Flumy, und in der Ortschaft Les Moulins führt sie auf einer weiteren Brücke über die Torneresse. Östlich des Flussüberganges verzweigt sie sich in zwei Zufahrtstrecken zur übergeordneten Hauptstrasse 11, die über den Col des Mosses in das Rhonetal führt. Die Hauptstrasse 190 erreicht die Strasse 11 einerseits südlich der Saane als Route de la Rosette beim Weiler La Rosettaz und andererseits auf der alten Talroute Route de Gruyère über die Saanebrücke Pont de Pierre am Südrand der Ortschaft Château-d’Oex.